# Mestre de cabotagem
- [Mestre de Cabotagem)]  Aquaviário Graduado da Marinha Mercante do nível 6.

No Brasil de acordo com a legislação vigente (Lei de Segurança do Tráfego Aquaviário e Normas da Autoridade Marítima, NORMAM 01 e 13),  o Mestre de Cabotagem é o Comandante ou Imediato de embarcações de até 1500 Toneladas de Arqueação Bruta (TAB,) empregadas em Alto Mar e na atividade de Apoio Marítimo, dentro das águas jurisdicionais Brasileiras. Excepcionalmente pode comandar TAB superiores a prevista.
Atua também como Supervisor de Salvatagem em plataformas de prospecção de petróleo em Alto Mar sendo responsável pelo Grupo de Salvamento destas, a quem cabe a manutenção e operação dos equipamentos de salvamento marítimo e combate a incêndios (NORMAM 01 item 0107) .
Formado pelos Centros de Instrução da Marinha Mercante, CIAGA / CIABA tem suas origens no aperfeiçoamento dos marinheiros com mais de 4 anos de embarque e nos Contramestres com mais de 2 anos de embarque. É atualmente o único graduado da MM, nível 6, significando que não sendo, responde como se oficial fosse, lhe cabendo as obrigações e direitos do Capitão / Comandante. Sua formação obedece hoje aos preceitos da convenção STCW e da Resolução 891 da IMO como emendada em 2010 (PREPOM/DPC).
A funções detalhadas exercidas a bordo e o histórico desta categoria profissional estão descritas no site da entidade sindical que os representa profissionalmente e no GBO - Guia Brasileiro de Ocupações do Ministério do Trabalho e Emprego. O sindicato que os representa é o Sindicato Nacional dos Mestres de Cabotagem em Transportes Marítimos - SINDMESTRES.
Ressalta-se que, embora tenha a sua formação realizada, no Brasil, exclusivamente pela Marinha de Guerra, estes formandos são, como os demais integrantes da Marinha Mercante, profissionais civis, ainda que sujeitos a serem convocados para o quadro de reserva da Marinha do Brasil em situações especialíssimas e tem os seus embarques regidos pelos respectivos contratos de trabalho.
(Mestre = Capitão,Patrão,Comandante) - (Cabotagem = Próximo a Costa, Entre Cabos)